# Leucanopsis similis
Leucanopsis similis är en fjärilsart som beskrevs av Rothschild 1909. Leucanopsis similis ingår i släktet Leucanopsis och familjen björnspinnare. Inga underarter finns listade i Catalogue of Life.